# Variáció (zene)
A variáció (vagy változat) egy  zenei műforma: egy adott zenei téma dallam-, harmónia-, ritmusbeli vagy formai átdolgozása.

## Fogalma
Zenei értelemben valamely zenei témának olyan átalakítása, hogy a megváltozott formában az eredeti zenei gondolat felismerhető marad. Minden klasszikus zenei forma alapelve a variáció a szonátatatétel különösen a feldolgozási részben alkalmazza a témának, vagy még inkább a téma egyes motívumainak variálását. Szokás azonban egyes V.-sorozatoknak külön tételben való egyesítése is. (Ilyen variáció-tétel Beethoven III. és IX. szimfóniájának fináléja is). A klasszikus zene a variációnak inkább a kötött formáját használja, ahol a változat ütemszámban és harmóniai vázban nem különbözik a témától, csak a dallam és a figuráció változik. A romantika (különösen a Schumann-féle szimfonikus változat) más lényegbevágó átváltoztatás lehetőségét is ismeri.

## Ismert zeneművek
- Goldberg-variációk (Johann Sebastian Bach)
- Változatok egy Haydn-témára (Johannes Brahms)
- Változatok Johann Sebastian Bach Weinen, Klagen, Sorgen, Zagen című kantátája témájára (Liszt Ferenc)
- Változatok és fúga egy Purcell-témára (Benjamin Britten)